# كونراد شميت
كونراد شميت هو ناشط سلام كندي، ولد في 1969.